# You Make Me
Singles de Avicii
Wake Me Up
(17 juin 2013) Hey Brother
(28 octobre 2013)
You Make Me est une chanson du DJ suédois Avicii en featuring avec le chanteur  Salem Al Fakir. Elle est sortie le 2 septembre 2013, en tant que 2e single de son second album True, précédé par The Singles.